# Zulfiya
Zulfiya Isroilova, conocida por su seudónimo Zulfiya, en cirílico Зулфия, (Taskent, Uzbekistán; 1 de marzo de 1915 - 23 de agosto de 1996) fue una escritora uzbeka. 

## Biografía
Zulfiya Isroilova nació en el mahalla Dergez (distrito urbano), cerca de Taskent, capital de Uzbekistán -entonces parte del Imperio ruso- en el seno de una familia de artesanos. Sus padres estaban muy interesados en la cultura y la literatura. Su madre solía cantarle canciones y contarle cuentos.
El nombre de Zulfiya se origina de la palabra persa زلف zulf significa "un rizo de cabello" y en un sentido místico, "los misterios divinos que forman el deleite del devoto".
Al finalizar la formación secundaria se matriculó en el Instituto Pedagógico donde estudió un postgrado y posteriormente trabajó en varias editoriales.
Se casó con el también poeta uzbeko Hamid Olimjon, quien murió en un accidente automovilístico el 3 de julio de 1944, en Taskent, cuando tenía 34 años. 

## Carrera
Su primer poema fue publicado el 17 de julio de 1931 en el periódico uzbeko Ishchi (El Trabajador) y al siguiente año, 1932, publicó su primera colección de poemas Hayot varaqlari, -en español, Páginas de la vida-. Con sus poemas y otras colecciones de poemas como Yuragimga yaqin kishilar (Gente que está cerca de mi corazón), Yurak hamisha yo'lda (El corazón siempre está en el camino), Kamalak (Arco Iris) llegó a´l mundo de la literatura.
En las décadas siguientes, escribió obras patrióticas, así como propaganda, obras pacifistas y obras sobre la naturaleza y temas sobre mujeres. 
A partir de 1938, Zulfiya trabajó para varias editoriales y perteneció a varias organizaciones nacionales e interrepublicanas. En repetidas ocasiones fue líder o editora jefa de varios medios. Después de la muerte de su esposo Hamid Olimjon en 1944, le dedicó varias de sus obras.
En 1953 se unió al Partido Comunista y también se convirtió en editora de la revista Saodat. En 1956 formó parte de una delegación de escritores soviéticos dirigida por Konstantin Simonov en la Conferencia de Escritores Asiáticos en Delhi. Al año siguiente, en 1957 participó en la Conferencia de Solidaridad Asiático-Africana en El Cairo. 
Zulfiya murió a los 81 años, el 23 de agosto de 1996 en Taskent . 

## Legado
En 1999, se creó el Premio Nacional de Uzbekistán para la Mujer, que lleva su nombre. El 1 de marzo de 2008, levantaron una estatua en su memoria, en Taskent su ciudad natal.
Las iniciativas uzbekas por desarrollar la literatura nacional, aumentar la cultura de leer y presentar respeto a los y las maestras de letras, honrar la memoria de escritores y escritoras son apoyadas por todo el pueblo. Cada año, se celebra un evento cultural cerca de su monumento, en Taskent.

## Obra (selección)
La obra de Sulfiya se ha clasificado en 3 períodos.

### Primer período (1930-1940)
LifeSheets, Poems, Girls' Song collections

### Segundo período (1941-1970)
Partingday,  Hulkar,  I  sing  themorning,  My  heart,  Myflowers, My eyes

### Tercer período (1971-1995)
Appointment, Years, Years, Sundays with Dawn.

## Premios
- Poeta nacional de la RSS de Uzbekistán (1965)
- Héroe del trabajo socialista (URSS) (1984)
- Orden de Lenin (1984)
- Premio Estatal de la URSS en Literatura y Arte (1976)